# Percile
Percile település Olaszországban, Lazio régióban, Róma megyében. Lakosainak száma 219 fő (2023. január 1.). Percile Cineto Romano, Mandela, Scandriglia, Orvinio, Licenza és Vallinfreda községekkel határos.

## Népesség
A település lakossága az elmúlt években az alábbi módon változott:
| Lakosok száma | 241  | 233  | 219  |
|               | 2017 | 2018 | 2023 |